# Francisco Ortiz Rivas
Francisco Ortiz Rivas, més conegut com a Paquito, és un exfutbolista andalús. Va nàixer a Granada el 12 d'agost de 1969. Ocupava la posició de migcampista.

## Trajectòria
Va destacar amb la UD Las Palmas, sent un dels jugadors més importants del conjunt canari a finals de la dècada dels 90. Va jugar 108 partits i va marcar set gols amb Las Palmas a Segona Divisió entre 1996 i 2000. Quan Las Palmas aconsegueix l'ascens a primera divisió, la temporada 00/01, el migcampista tan sols apareix en tres ocasions.